# کوه شیپ
کوه شیپ (به انگلیسی: Sheep Mountain) یک قله و کوه در ایالات متحده آمریکا است که در واشینگتن واقع شده‌است. کوه شیپ ۱٬۸۷۹٫۴۲ متر بالاتر از سطح دریا واقع شده‌است.